# Angel by the Wings
Rainbow è un singolo della cantante australiana Sia, pubblicato il 2 dicembre 2016 come colonna sonora del film La principessa e l'aquila.